# Kościół św. Katarzyny w Łasinie
Kościół Świętej Katarzyny w Łasinie – budowla gotycka, rzymskokatolicki kościół parafialny w Łasinie, w powiecie grudziądzkim, w województwie kujawsko-pomorskim. Należy do dekanatu Łasin. Mieści się przy ulicy Kościelnej.

## Historia

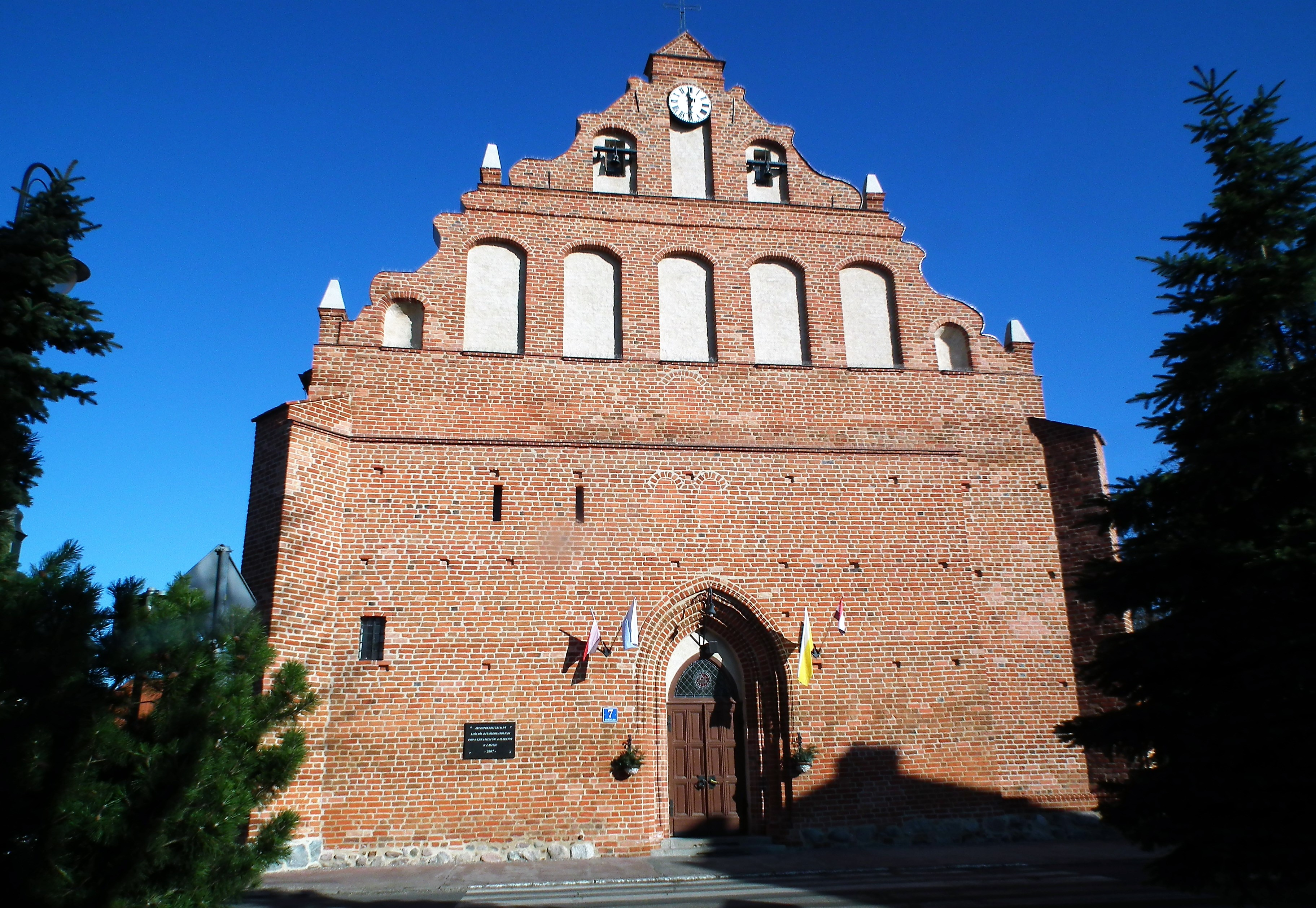
Fasada kościoła

Pierwsza świątynia w Łasinie była drewniana i została wybudowana wkrótce po lokacji miasta - jeszcze przed rokiem 1298. Budowa murowanego kościoła pod wezwaniem św. Katarzyny na miejscu starej świątyni drewnianej rozpoczęła się w 1320 roku, a została ukończona w 1328 roku. Świątynia została wybudowana w południowej części miasta przy bramie zwanej Południe, gdzie graniczyła z murami miejskimi. Budowla została rozbudowana w 1568 roku, co potwierdza chorągiewka z blachy z datą mieszcząca się na wschodnim szczycie. Dwadzieścia lat później biskup Piotr Kostka obok wezwania św. Katarzyny dołożył jeszcze jedno - św. Jana Chrzciciela. W 1628 roku w czasie wojny trzydziestoletniej wojska szwedzkie spaliły całe miasto razem ze świątynią, z której pozostały tylko mury nawy dla wiernych. Po kilkunastu latach zostało odbudowane prezbiterium, a całkowita odbudowa budowli zakończyła się dopiero w latach 1710-1719. Od tego czasu sylwetka łasińskiej fary nie uległa zmianie. 

## Wyposażenie

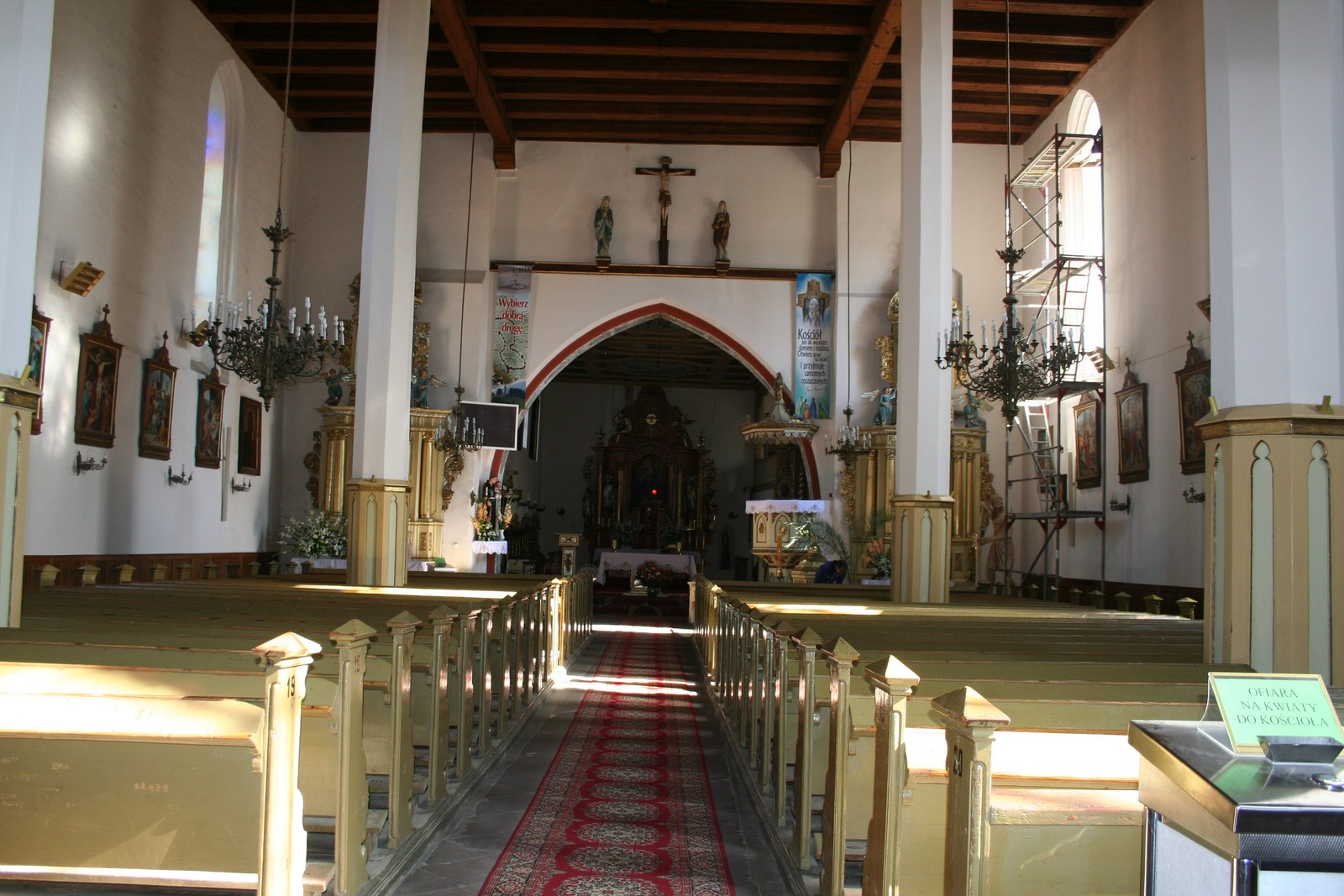
Wnętrze kościoła

Wyposażenie świątyni to głównie barok i późniejsze style. W barokowym ołtarzu głównym z I połowy XVIII stulecia znajduje się obraz patronki świątyni – świętej Katarzyny razem z symbolami jej męczeństwa: mieczem i kołem, natomiast z lewej i prawej strony obrazu – rzeźbione figury apostołów Piotra i Pawła. W prezbiterium mieści się kaplica Różańca Świętego z obrazem Matki Bożej z Dzieciątkiem w charakterze Matki Bożej Śnieżnej, namalowanym zapewne w latach 1620-1640, mały chór został dostawiony po pożarze w 1719 roku oraz stalle z początku XVIII stulecia. Znajdująca się po prawej stronie prezbiterium klasycystyczno-neogotycka ambona z połowy XIX stulecia pochodzi ze zboru ewangelickiego. Prezbiterium jest odgraniczone od nawy głównej łukiem tęczowym oraz balustradą. W nawie głównej mieszczą się dwa ołtarze boczne w stylu barokowym z przełomu XVII/XVIII stulecia. Na drewnianym chórze, zajmującym całą szerokość świątyni, mieszczą się organy z pierwszej połowy XIX stulecia. Przy wejściu do zakrystii mieści się zabytkowa chrzcielnica.